# Lukimea, Orjîțea
Lukimea (în ucraineană Лукім'я) este localitatea de reședință a comunei Lukimea din raionul Orjîțea, regiunea Poltava, Ucraina.

## Demografie
Componența lingvistică a localității Lukimea
     Ucraineană (98,89%)
     Rusă (1,11%)
Conform recensământului din 2001, majoritatea populației localității Lukimea era vorbitoare de ucraineană (98,89%), existând în minoritate și vorbitori de rusă (1,11%).